# Opisthoncus polyphemus
Opisthoncus polyphemus is een spinnensoort in de taxonomische indeling van de springspinnen (Salticidae).
Het dier behoort tot het geslacht Opisthoncus. De wetenschappelijke naam van de soort werd voor het eerst geldig gepubliceerd in 1867 door Ludwig Carl Christian Koch.